# Видеркер, Густав
Густав Макс Видеркер (нем. Gustav Max Wiederkehr; 1905—1972) — швейцарский футбольный администратор, 2-й президент УЕФА (1962—1972).

## Карьера
В 1932 году начал свой бизнес, создав ковровую фабрику в Буксе. Учился на экономическом факультете Бернского университета. Но вынужден был прервать учёбу в 1939 году в связи с призывом на действительную военную службу с началом второй мировой войны. После войны он развил свою деятельность в ковровой индустрии: в 1954 году стал одним из основателей ковровой фабрики в Плюдерхаузене (Баден-Вюртемберг), а в 1969 году — соучредителем коврового производства в Ветциконе.
Деятельность в спортивном администрировании начал в 1931 году с основания католического футбольного клуба в Цюрихе. В 1936-50 годах работал с клубом «Янг Феллоуз Ювентус». В 1943 году основал второй по силе дивизион Швейцарии — Nationalliga B.
В 1946 году он был избран в Комитет SFV. На выборах президента SFV 1954 года Видеркер одержал победу и занимал эту должность до 1964 года.
17 апреля 1962 года он был избран президентом УЕФА. Занимал должность до смерти в 1972 году. Под его руководством значение УЕФА сильно возросло. В 1963 году была создана техническая комиссия УЕФА, а в 1968 году — судейская комиссия. Он стал основателем двух крупных турниров: с 1971 года стал проводиться Кубок УЕФА, а с 1972 года — Чемпионат Европы среди молодёжных команд. Также как руководитель УЕФА в 1971-72 годах был вице-президентом ФИФА. Входил в состав исполнительного комитета и пяти оргкомитетов финалов чемпионата мира (1954, 1962, 1966, 1970, 1974).